# اوز
اِوَز شهری در جنوب استان فارس و مرکز شهرستان اوز است. اوز در ۳۴۰ کیلومتری جنوب شرقی شیراز در دشتی میان دو رشته کوه از دنبالهٔ کوه‌های زاگرس جنوبی واقع شده و ارتفاع آن از سطح دریا ۹۸۶ متر است. دین اکثر مردم اوز اسلام، اهل‌سنت، شافعی است. مردم اوز از فارس‌های لارستانی (اچمی) هستند و به زبان لارستانی(اچمی) و لهجه اوزی از گویش اوزی تکلم می‌کنند. اوز را پایتخت فرهنگی لارستان بزرگ می‌گویند
اوز در سال ۱۴۰۴ به عنوان پایتخت کتاب ایران برگزیده شد.

## موقعیت و ویژگی‌های جغرافیایی
شهر اوز از شرق به گراش و لار، از شمال به بنارویه و جویم و از غرب به خنج محدود می‌شود.

## نام
اوز در مکاتبات رسمی و زبان معیار اِوَز (به کسر الف) تلفظ می‌شود اما در گویش محلی به آن اَوَز (به فتح الف) می‌گویند. به نوشته دکتر محمدشریف کمالی، مردم‌شناس اهل اوز، در توضیح ریشه و معانی واژه اوز دست کم چهار نظریه وجود دارد:
- محمد هادی کرامتی مؤلف کتاب تاریخ دلگشای اوز اشاره می‌کند که اوز واژه‌ای است با ریشه عربی به معنای بط یا مرغابی.
- اوز در اصل نامی باستانی با ریشه‌ای ایرانی است که در قدیم به صورت اروز یا اوزار بوده و به تدریج به شکل امروزی اوز درآمده است.[۳]

## تاریخچه
زمان شکل‌گیری اوز به دقت مشخص نیست اما شواهدی وجود دارند که بر اساس آن‌ها می‌توان قدمت اوز را تا دوره ساسانی به عقب برد. از جمله این شواهد وجود بناهای تاریخی در راه اوز به شهر کوره است. گِرد گرُپ، باستان‌شناس آلمانی در سفر خود به منطقه خبر از وجود تپه‌ای با آثار دیوار سوخته می‌دهد و به مشاهده تکه سفال‌های سیاه مربوط به دوران ساسانی در نزدیکی قلعه‌تنگ شهر کوره و روستای کهنه اشاره می‌کند. گرُپ در گزارش خود به کوره و نواحی اطراف آن به عنوان محدوده حاصلخیزی که در دوران پیش از اسلام بسیار آباد و مسکونی بوده اشاره دارد
.
علاوه بر آن وجود بنای قلعه پرویز (که در گویش محلی پَروِدَ تلفظ می‌شود) در اطراف اوز که به لحاظ معماری به دژهای دوران ساسانی شباهت دارد، این نظریه که منطقه اوز پیش از اسلام وجود داشته را تقویت می‌کند.
قدیمی‌ترین بنای شناخته شده در اوز با تاریخ مکتوب به گفته حمیرا کمال، پژوهشگر معماری و باستان‌شناسی اوز، آب‌انباری است که در اوز به آن برکه سَلَفی می‌گویند. تاریخ ساخت آب‌انبار ۸۹۱ هجری قمری (برابر با حدود ۱۴۸۶ میلادی) است یعنی اواخر دوره تیموریان.
تاریخ جدید اوز بر اساس اسناد موجود با زوال حکومت صفوی و حمله افغان‌ها آغاز می‌شود. در این دوره ساکنین مناطق مختلف منطقه فارس و جنوب ایران به اوز مهاجرت می‌کنند. مهم‌ترین عامل این مهاجرت‌ها ناامنی و ناآرامی‌های ناشی از حمله افغان‌ها به ایران است. افغان‌ها حتی تا نزدیکی لار در نزدیکی اوز پیشروی می‌کنند.
اوز در دوران زندیه و قاجاریه به وسیلهٔ حکمرانانی که از آن‌ها به عنوان کلانتر و کدخدا یاد می‌شود اداره می‌شده است. این حکمرانان از سوی والی فارس منصوب می‌شدند. تاریخ این دوره اما پرتلاطم و کشمکش بوده است. جنگ قدرت میان حاکمان اوز که گاه ابعاد منطقه‌ای پیدا می‌کرده و پای حاکمان بستک و جهانگیریه را به میان می‌کشیده است، سبب می‌شود تا گروهی از مردم اوز که شمارشان را تا ۱۰۰ خانوار برآورد کرده‌اند، به دلیل ناامنی از اوز به مناطق گرمسیر مانند بستک و بندرلنگه و بندرعباس مهاجرت کنند.
با روی کار آمدن رضا شاه و مدرن شدن نحوه اداره کشور کلانترها و کدخداها جای خود را به شهردارها می‌دهند.
در روز چهارشنبه دهم مهر ماه ۱۳۹۸ بخش اوز پس از هفتاد سال به شهرستان اوز ارتقا یافت.در سال ۱۴۰۴ شهر اوز به عنوان پایتخت کتاب ایران برگزیده شد .این رویداد افتخار یک بزرگ ومهر تائی یک بر فرهنگی بودن شهر اوز است .

## مراکز آموزشی و دانشگاه‌ها

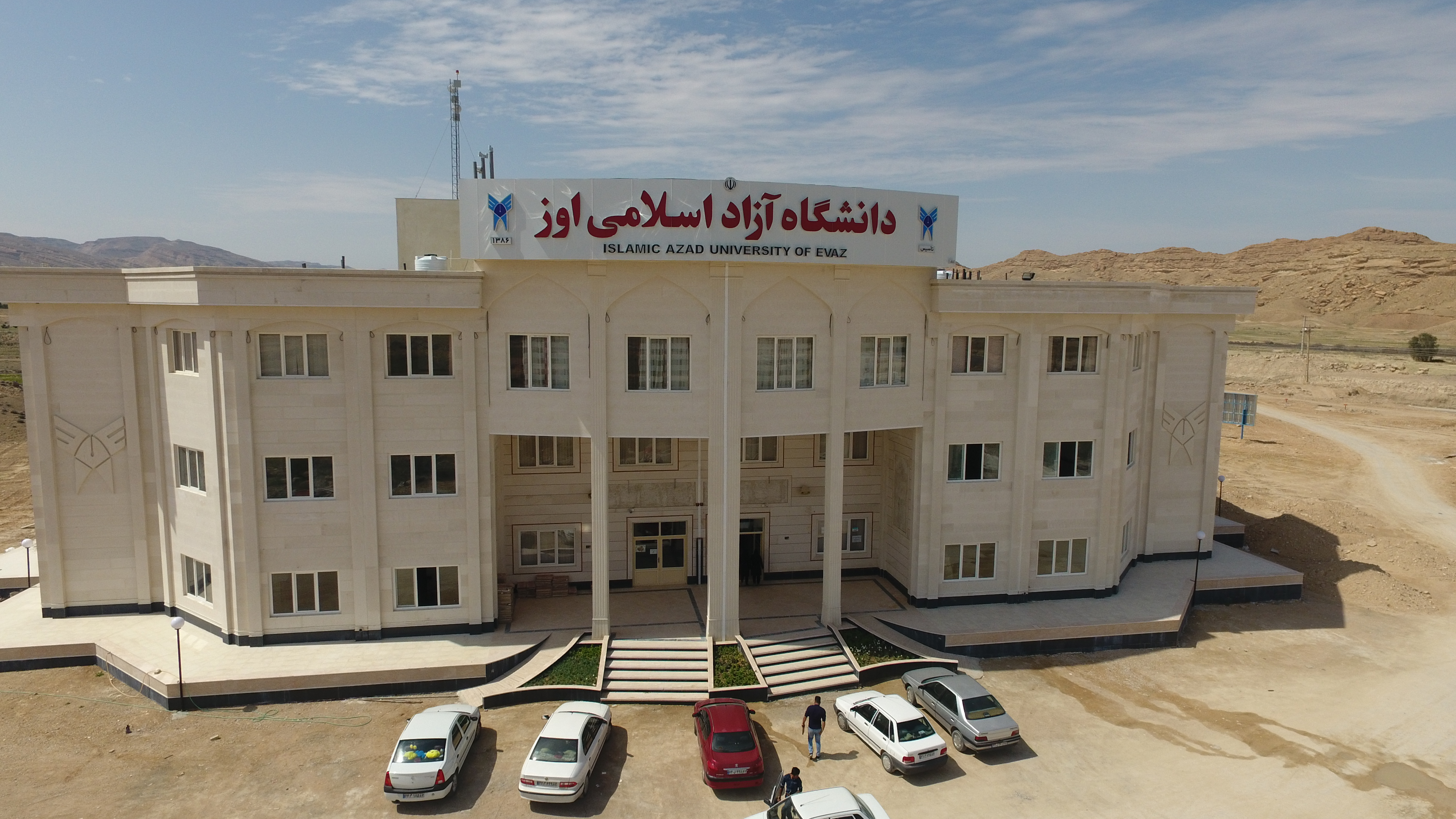
دانشگاه آزاد اسلامی واحد اوز

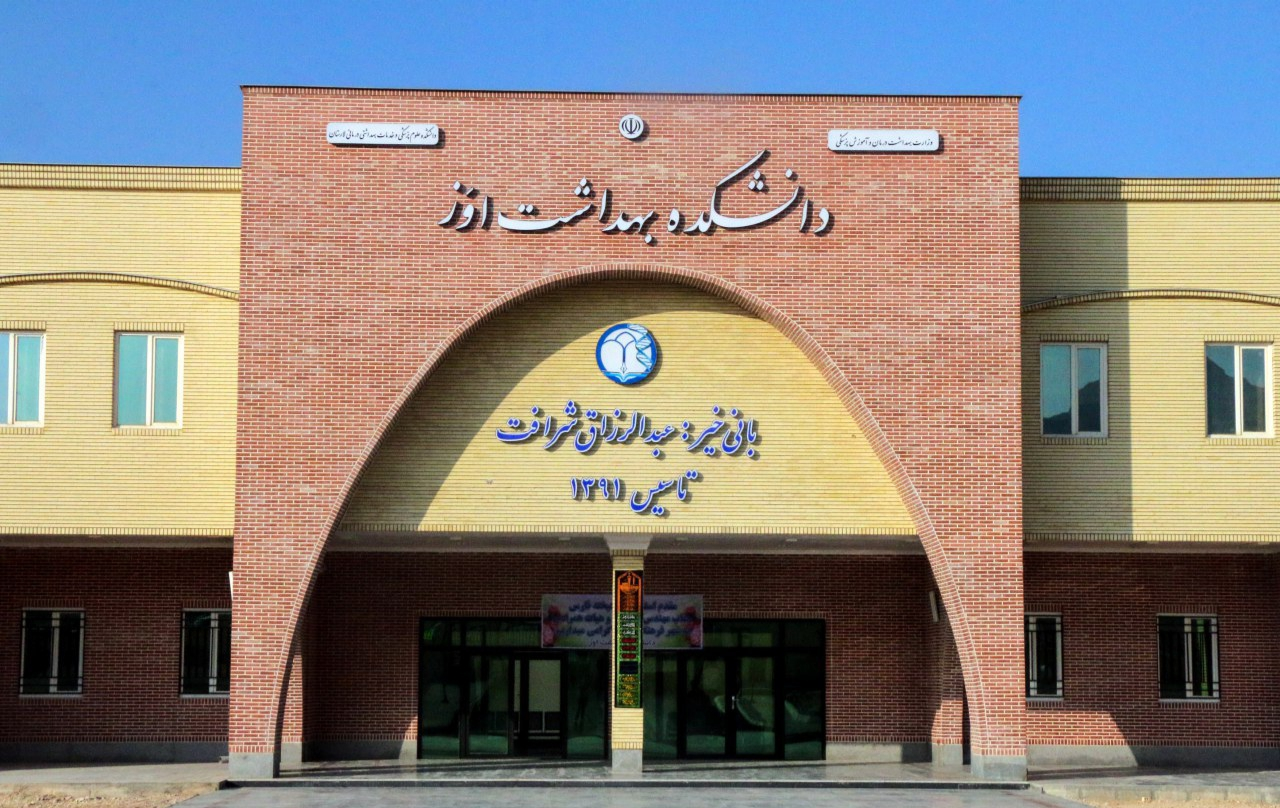
دانشکده بهداشت اوز

- دانشگاه پیام نور مرکز اوز
- دانشگاه آزاد اسلامی مرکز اوز
- دانشکده بهداشت اوزدانشکده بهداشت اوز
- مدرسهٔ علوم دینی امام شافعی
- مدرسهٔ عالی احمدیه
- حوزهٔ علمیهٔ خدیجه کبری

## آب آشامیدنی
اوز از یک قرن پیش به این سو با مشکل تأمین آب آشامیدنی روبرو بوده و خشکسالی‌ها و شوری زمین به این مشکل دامن زده‌اند. از گذشته‌ها منبع اصلی آب شرب مردم شهر اوز آب انبارهایی بوده که در شهر و اطراف آن وجود دارد. این آب‌انبارها که به دست نیکوکاران و مردم محلی ساخته شده بین اهالی لارستان به برکه مشهوراند. آب لوله‌کشی این شهر تا پیش از سال ۸۶ شور بود و برای شستشو و آبیاری گیاهان مورد استفاده قرار می‌گرفت، اما در بهمن‌ماه این سال آب شیرین از سد سلمان فارسی در شبکه لوله‌کشی شهر جاری شد. با این حال اوز هنوز هم با مشکل کمبود آب آشامیدنی روبروست و اهالی اوز برای تأمین دست‌کم بخشی از آب شیرین هنوز از آبِ باران موجود در آب‌انبارها استفاده می‌کنند. افزون بر این تأسیسات آب‌شیرین‌کن هم در اوز راه‌اندازی شده و بخشی از آب آشامیدنی مورد نیاز مردم اوز را تأمین می‌کند. البته مشکل تأمین آب آشامیدنی اوز در بیش از یک قرن پیش کمتر بوده است و شواهد و آثار بسیاری از قبیل سدها و فاریاب‌های مخروبه و همچنین قباله‌ها و اسناد ملکی موجود به وجود رطوبت بیشتر در منطقه گواهی می‌دهند.

## مردم و جمعیت
مردم این شهر به زبان لارستانی (اچمی) و لهجه اوزی از گویش اوزی تکلم می‌کنند و از قومیت لارستانی (اچمی) که قومیتی پارسی است می‌باشند. بر پایه سرشماری عمومی نفوس و مسکن در سال ۱۳۹۵ جمعیت این شهر ۴۰٬۷۳۱ نفر بوده است.

## شهر پایلوت دوستدار کودک

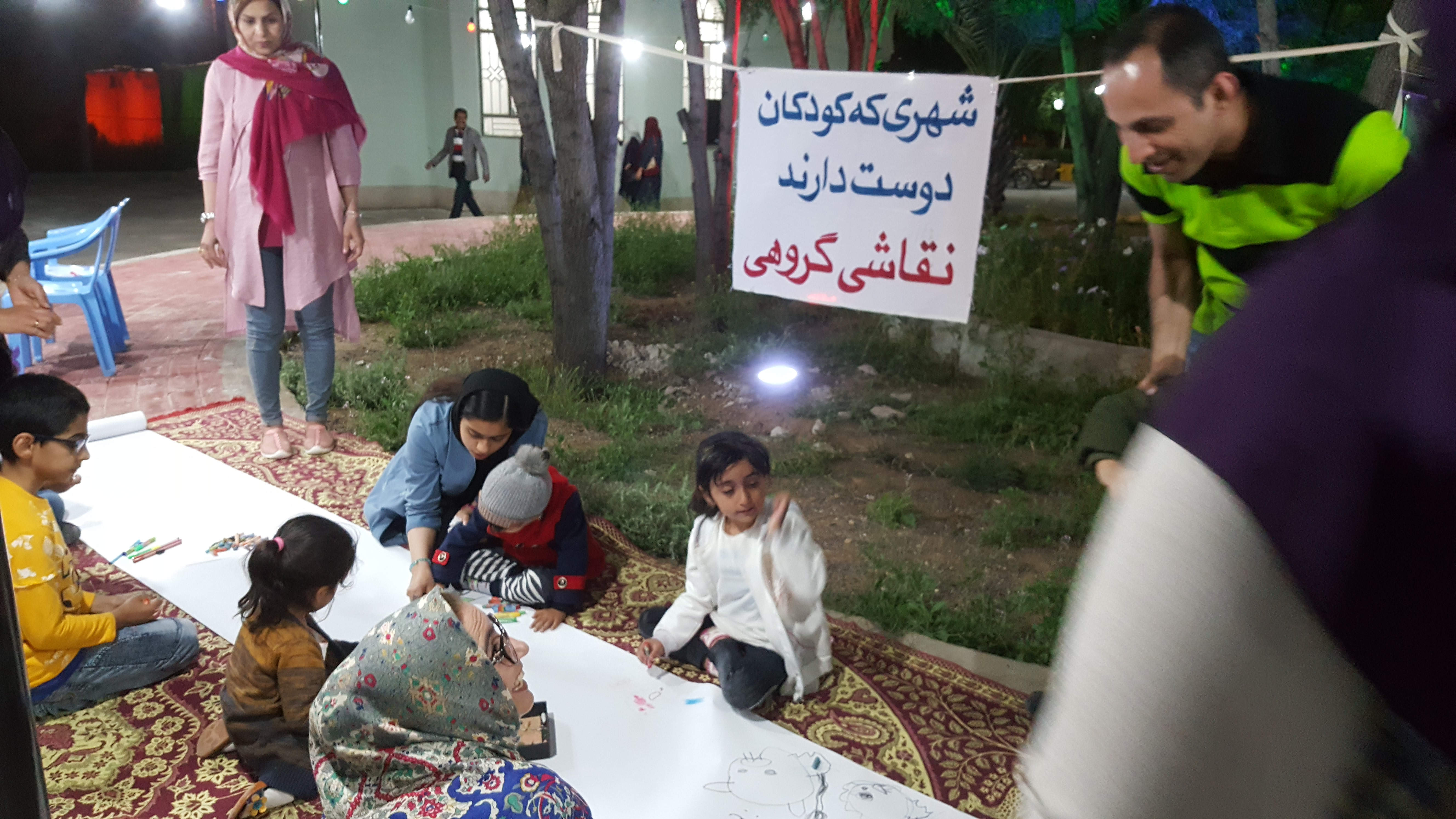
اجرای طرح شهری که کودکان دوست دارند در روز شهر اوز در بوستان نوروز با همکاری شهرداری و انجمن دوستداران کودک اوز

طی همکاری مشترک بین یونیسف و وزارت کشور، ۱۲ شهر برای پایلوت شهر دوستدار کودک در ایران انتخاب شدند که شهر اوز نیز به عنوان یکی از شهرهای منتخب برای پایلوت شهر دوستدار کودک در ایران انتخاب شده است. در سیزدهم خرداد ۱۳۹۹ در وزارت کشور و در چارچوب همکاری‌های مشترک این وزارت خانه با یونیسف برای اجرای ابتکار جهانی شهرهای دوستدار کودک در ایران، پس از بررسی نتایج ارزیابی شهرهای متقاضی پایلوت شهر دوستدار کودک، دوازده شهر بر اساس ارزیابی عملکرد به عنوان شهرهای منتخب برای پایلوت شهر دوستدار کودک انتخاب شدند. این شه‌ها به ترتیب حروف الفبا شهرهای اوز استان فارس، بندرعباس، تبریز، تهران، رشت، سمنان، شیراز، کرمان، گرگان، مشهد، همدان و یزد هستند. مرحله پایلوت رسماً پس از امضای تفاهم نامه میان شهرداری شهرهای پایلوت و وزارت کشور شروع خواهد شد. شهر دوستدار کودک، شهر یا اجتماع محلی است که در آن نظرها، نیازها، اولویت‌ها و حقوق کودک، بخشی جدایی ناپذیر از سیاست‌ها، برنامه‌ها و تصمیم‌های عمومی باشد. شایان ذکر است که دریافت نشان و برند شهر دوستدار کودک یونیسف زمانی صورت می‌گیرد که شهر مورد نظر چرخه شهر دوستدار کودک را به صورت موفقیت‌آمیز تکمیل کرده باشد. در مرحله پایلوت، شهرها به عنوان شهردوستدار کودک به رسمیت شناخته نشده و نشان یا عنوان رسمی دریافت نمی‌کنند. شهر دوستدار کودک یا CFC شهرهایی هستند که به گفته یونیسف «بیشترین نقش را در تحقق حقوق کودکان داشته باشند.»
یکی از پروژه‌های شهر اوز (طرح بخش مادر و کودک کتابخانه عمومی اندیشه اوز) که توسط شورای اجرایی شهر دوستدار کودک شهرداری اوز در مسابقه جوایز الهام بخش ابتکار شهرهای دوستدار کودک که در سال ۲۰۱۹ در شهر کلن آلمان برگزار شده بود توانست نشان برنز این رویداد را دریافت نماید، علاوه بر آن عوامل اجرایی یونیسف ضمن تقدیر و تشکر از شهر اوز، این پروژه را به عنوان یکی از پروژه‌های الهام بخش این دوره انتخاب نمود.

## سرشناسان اوز

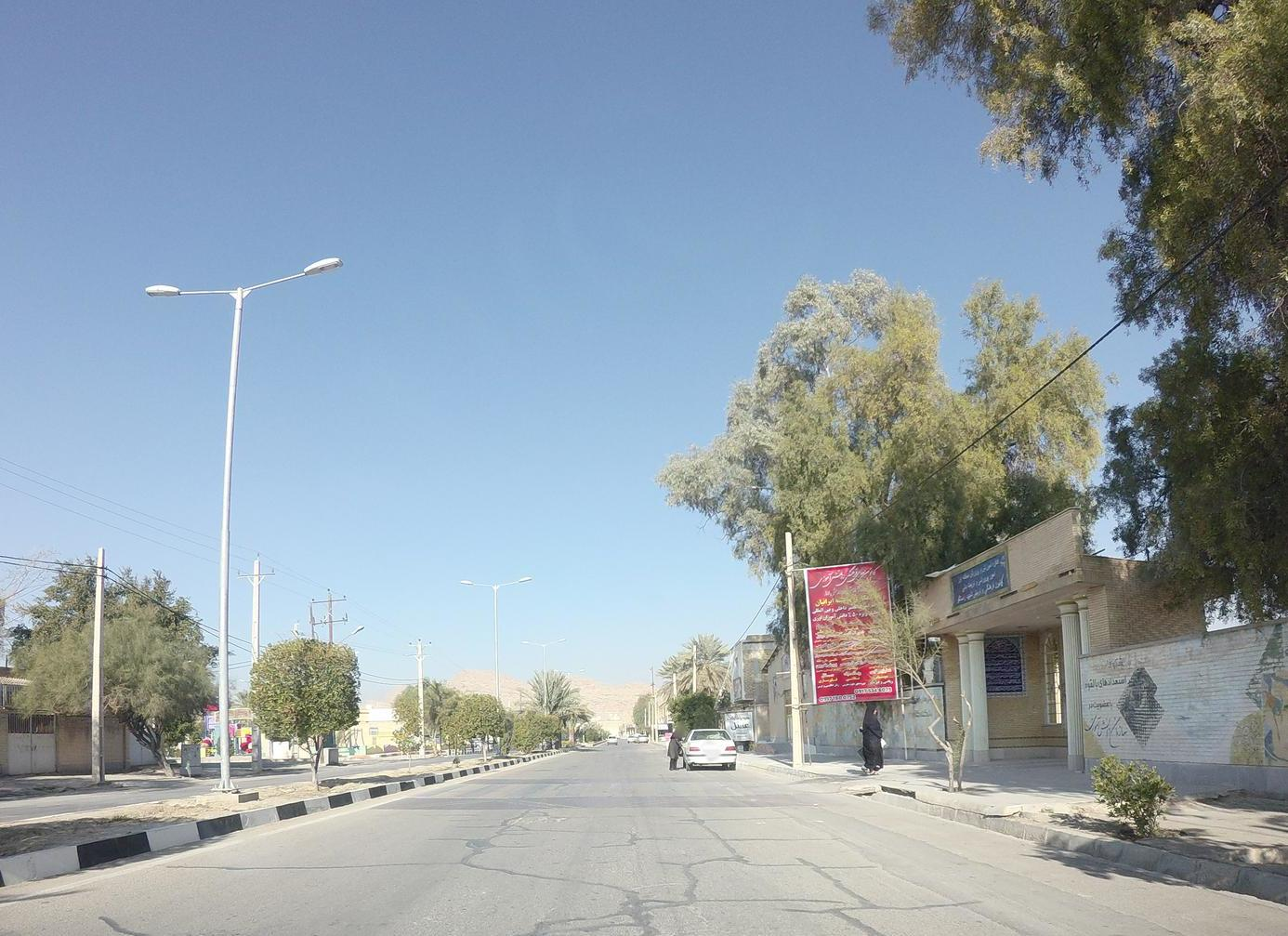
بلوار بهروزیان

چهره‌های شناخته شده در دانش و هنر که اصالتی اوزی دارند:
- تائب اوزی (شاعر و عارف قرن سیزدهم هجری قمری)
- مصطفی مصباح‌زاده (نماینده مجلس در دوره پهلِوی و مؤسس و مدیر روزنامه کیهان پیش از انقلاب)
- عبدالمجید ارفعی (پژوهشگر و متخصص زبان‌های باستانی اکدی و ایلامی)
- حسام‌الدین ارفعی (فیزیکدان و استاد دانشکده فیزیک دانشگاه صنعتی شریف)
- محمدرفیع ضیایی (کاریکاتوریست)
- عنایت فانی (مجری تلویزیون و سردبیر برنامه‌های [[بخش فارسی بی‌بی‌سی]

،*مولوی اوزی(شاعر و نویسنده)
- عبدالرحمن مصباح الدیوان اوزی(تاجر و سیاستمدار)
- حاج شیخ احمد وحاج شیخ محمد فقیهی(مفتی و عالم روحانی)
- ،حاج احمد وحاج محمد صالح آخوند(روحانی و معلم ریاضی)
- حاج محمد هادی کرامتی(نویسنده کتاب تاریخ دلگشای)

## بیمارستان
- بیمارستان امیدوار: که در سال ۱۳۶۹ تأسیس شد و در حال حاضر ۵۴ تخت فعال دارد.[۱۹]
- بیمارستان راهپیما: این بیمارستان خیر ساز یکصد تخت خوابی تاکنون ۶۰۰ میلیارد ریال برای ساخت آن توسط خیرین هزینه شده و تاکنون ۵۵ درصد پیشرفت فیزیکی داشته است.[۲۰][۲۱]